# Afrikamesterskabet i håndbold 1974 (mænd)
Afrikamesterskabet i håndbold 1974 for mænd (fransk: Coupe d’Afrique des Nations de Handball) var den første udgave af Afrikamesterskabet i håndbold for mænd. Turneringen havde deltagelse af 6 hold. Turneringen blev afholdt i 1974 i tunesiens hovedstad Tunis af Confédération Africaine de Handball (CAHB). Fem hold kvalificerede sig til finalen. Værten Tunesien vandt turneringen mod Cameroun og Senegal. Fjerdepladsen gik til Togo, femtepladsen til Centralafrikanske Republik; samtidig med at Egypten, ikke kvalificerede sig til finalen hvilket er markeret med „-.“ på tabellen.

## Placeringer
| Plac.  | Hold                       |
| ------ | -------------------------- |
| Guld   | Tunesien                   |
| Sølv   | Cameroun                   |
| Bronze | Senegal                    |
| 4.     | Togo                       |
| 5.     | Centralafrikanske Republik |
| –      | Egypten                    |